# Compsoctena vilis
Compsoctena vilis är en fjärilsart som beskrevs av Walker 1865. Compsoctena vilis ingår i släktet Compsoctena och familjen Eriocottidae. Inga underarter finns listade i Catalogue of Life.